# Championnat du Danemark de football 1994-1995
Navigation
Saison précédente Saison suivante
La saison 1994-1995 du Championnat du Danemark de football était la 82e édition du championnat de première division au Danemark. Les 10 meilleurs clubs du pays se retrouvent au sein d'une poule unique où ils s'affrontent 2 fois, à domicile et à l'extérieur. À l'issue de cette première phase, les 2 derniers au classement participent à une poule de promotion-relégation avec les meilleurs clubs de 1.division. Les 8 autres formations participent à une deuxième phase pour le titre où elles rejouent 2 fois les unes contre les autres. C'est la dernière édition qui utilise cette formule : la saison prochaine, la Superligaen passe de 10 à 12 clubs qui se rencontreront 3 fois durant la saison.
C'est l'AaB Aalborg qui remporte la compétition en terminant en tête de la deuxième phase. C'est le tout premier titre de champion du Danemark de l'histoire du club.

## Les 10 clubs participants
| - FC Copenhague - Fremad Amager - Promu de 1.division - AGF Aarhus - Næstved IF - Silkeborg IF | - Ikast FS - OB Odense - Lyngby BK - Brondby IF - AaB Aalborg |

## Compétition
Le barème utilisé pour établir tous les classements est le suivant :
- Victoire : 2 points
- Match nul : 1 point
- Défaite : 0 point

### Première phase
| Rang | Équipe            | Pts | J  | G  | N | P  | Bp | Bc | Diff |
| ---- | ----------------- | --- | -- | -- | - | -- | -- | -- | ---- |
| 1    | Brøndby IF        | 27  | 18 | 12 | 3 | 3  | 41 | 19 | +22  |
| 2    | AaB Aalborg       | 26  | 18 | 12 | 2 | 4  | 44 | 25 | +19  |
| 3    | OB Odense         | 24  | 18 | 10 | 4 | 4  | 31 | 21 | +10  |
| 4    | Lyngby BK         | 19  | 18 | 6  | 7 | 5  | 34 | 27 | +7   |
| 5    | Silkeborg IF (T)  | 17  | 18 | 5  | 7 | 6  | 21 | 23 | -2   |
| 6    | Næstved IF        | 17  | 18 | 5  | 7 | 6  | 26 | 31 | -5   |
| 7    | FC Copenhague     | 16  | 18 | 6  | 4 | 8  | 30 | 34 | -4   |
| 8    | AGF Aarhus        | 15  | 18 | 5  | 5 | 8  | 21 | 35 | -14  |
| 9    | Ikast FS          | 11  | 18 | 3  | 5 | 10 | 22 | 29 | -7   |
| 10   | Fremad Amager (P) | 8   | 18 | 4  | 0 | 14 | 21 | 47 | -26  |

|  | Participation à la deuxième phase                      |
|  | Participation a la poule de promotion-relégation       |
|  | (T) : Tenant du titre (P) : Promu de deuxième division |

### Deuxième phase
Les clubs conservent la moitié de leurs points acquis lors de la première phase, arrondie au supérieur.
| Rang | Équipe            | Pts | J  | G | N | P | Bp | Bc | Diff |
| ---- | ----------------- | --- | -- | - | - | - | -- | -- | ---- |
| 1    | AaB Aalborg       | 31  | 14 | 7 | 4 | 3 | 30 | 13 | +17  |
| 2    | Brøndby IF        | 29  | 14 | 6 | 3 | 5 | 21 | 18 | +3   |
| 3    | Silkeborg IF (T)  | 24  | 14 | 6 | 3 | 5 | 23 | 16 | +7   |
| 4    | AGF Aarhus        | 24  | 14 | 7 | 2 | 5 | 21 | 23 | -2   |
| 5    | Næstved IF        | 23  | 14 | 5 | 4 | 5 | 21 | 22 | -1   |
| 6    | FC Copenhague (C) | 22  | 14 | 5 | 4 | 5 | 21 | 28 | -7   |
| 7    | Lyngby BK         | 21  | 14 | 5 | 1 | 8 | 20 | 28 | -8   |
| 8    | OB Odense         | 21  | 14 | 3 | 3 | 8 | 17 | 26 | -9   |

|  | Qualification pour la Ligue des clubs champions 1995-1996                                      |
|  | Qualification pour la Coupe des Coupes 1995-1996                                               |
|  | Qualification pour la Coupe UEFA 1995-1996                                                     |
|  | Qualification pour la Coupe Intertoto 1995                                                     |
|  | (T) : Tenant du titre (C) : Vainqueur de la Coupe du Danemark (P) : Promu de deuxième division |

### Poule de promotion-relégation
Les 2 derniers de première phase, Ikast FS et Fremad Amager affrontent les 6 meilleurs clubs de 1.division au sein d'une poule où les équipes s'affrontent 2 fois, à domicile et à l'extérieur. Du fait du passage la saison prochaine de la Superligaen de 10 à 12 clubs, les 4 premiers (et non plus les 2 premiers comme lors des éditions précédentes) à la fin des matchs se maintiennent ou accèdent à la Superligaen.
| Rang | Équipe             | Pts | J  | G | N | P | Bp | Bc | Diff |
| ---- | ------------------ | --- | -- | - | - | - | -- | -- | ---- |
| 1    | Herfølge BK        | 28  | 14 | 8 | 5 | 1 | 25 | 14 | +11  |
| 2    | Vejle BK           | 24  | 14 | 7 | 5 | 2 | 25 | 15 | +10  |
| 3    | Viborg FF          | 24  | 14 | 6 | 4 | 4 | 22 | 16 | +6   |
| 4    | Ikast FS (D1)      | 23  | 14 | 5 | 5 | 4 | 17 | 14 | +3   |
| 5    | Ølstykke BK        | 20  | 14 | 6 | 2 | 6 | 20 | 21 | -1   |
| 6    | Fremad Amager (D1) | 16  | 14 | 3 | 3 | 8 | 15 | 22 | -7   |
| 7    | Akademisk Boldklub | 13  | 14 | 3 | 4 | 7 | 16 | 23 | -7   |
| 8    | B 93 Copenhague    | 12  | 14 | 2 | 4 | 8 | 9  | 24 | -15  |

| Résultats (▼dom., ►ext.) | AB  | B93 | Fremad | Herf | Ikast | Vejle | Viborg | Ølst |
| Akademisk Boldklub       |     | 3-0 | 1-3    | 2-2  | 0-2   | 1-4   | 0-1    | 1-0  |
| B 93 Copenhague          | 0-1 |     | 1-1    | 2-0  | 1-1   | 0-0   | 0-3    | 1-1  |
| Fremad Amager            | 0-0 | 1-2 |        | 0-1  | 0-1   | 1-2   | 1-0    | 2-1  |
| Herfølge BK              | 3-2 | 2-0 | 2-1    |      | 1-1   | 3-1   | 1-1    | 4-1  |
| Ikast FS                 | 0-0 | 2-0 | 1-1    | 0-1  |       | 0-1   | 3-0    | 2-2  |
| Vejle BK                 | 1-1 | 4-2 | 4-1    | 0-0  | 2-3   |       | 0-0    | 2-1  |
| Viborg FF                | 5-4 | 4-0 | 3-2    | 1-1  | 3-0   | 1-1   |        | 0-2  |
| Ølstykke BK              | 2-0 | 1-0 | 3-1    | 2-4  | 2-1   | 1-3   | 1-0    |      |

## Bilan de la saison
| Championnat du Danemark de football 1994-1995 |                         |
| Champion                                      | AaB Aalborg (1er titre) |
| Coupes et trophées                            |                         |
| Vainqueur de la Coupe du Danemark 1994-1995   | FC Copenhague           |
| Qualifications continentales                  |                         |
| Ligue des clubs champions 1995-1996           | AaB Aalborg             |
| Coupe des Coupes 1995-1996                    | FC Copenhague           |
| Coupe UEFA 1995-1996                          | Brondby IF              |
| Coupe UEFA 1995-1996                          | Silkeborg               |
| Coupe Intertoto 1995                          | Naestved BK             |
| Coupe Intertoto 1995                          | OB Odense               |
| Coupe Intertoto 1995                          | AGF Aarhus              |
| Promotions et relégations                     |                         |
| Promus en Superligaen                         | Herfolge BK             |
| Promus en Superligaen                         | Vejle BK                |
| Promus en Superligaen                         | Viborg FF               |
| Relégués en 1.division                        | Fremad Amager           |